# Piragüismo en los Juegos Europeos
El piragüismo en los Juegos Europeos se realiza desde la primera edición. El evento es organizado por los Comités Olímpicos Europeos, junto con la Asociación Europea de Piragüismo (ECA). 

## Ediciones
| Núm. | Año  | Sede                 | Instalación                                                             |
| ---- | ---- | -------------------- | ----------------------------------------------------------------------- |
| I    | 2015 | Bakú ( Azerbaiyán)   | Embalse de Mingachevir                                                  |
| II   | 2019 | Minsk ( Bielorrusia) | Canal de Regatas de Zaslaue                                             |
| III  | 2023 | Cracovia ( Polonia)  | Canal Kryspinów (Pir. ag. tranq.) Centro Deportivo Kolna (Pir. eslalon) |

## Medallero
- Actualizado a Cracovia 2023.

| Núm. | País            | Oro | Plata | Bronce | Total |
| ---- | --------------- | --- | ----- | ------ | ----- |
| 1    | Hungría         | 9   | 6     | 8      | 23    |
| 2    | Bielorrusia     | 8   | 2     | 5      | 15    |
| 3    | Alemania        | 7   | 9     | 7      | 23    |
| 4    | Polonia         | 5   | 4     | 6      | 15    |
| 5    | Ucrania         | 5   | 4     | 1      | 10    |
| 6    | República Checa | 4   | 2     | 4      | 10    |
| 7    | España          | 3   | 4     | 3      | 10    |
| 8    | Dinamarca       | 3   | 2     | 3      | 8     |
| 9    | Portugal        | 2   | 5     | 1      | 8     |
| 10   | Serbia          | 2   | 2     | 5      | 9     |
| 11   | Francia         | 2   | 0     | 2      | 4     |
| 12   | Lituania        | 2   | 0     | 0      | 2     |
| 13   | Rusia           | 1   | 4     | 4      | 9     |
| 14   | Reino Unido     | 1   | 3     | 3      | 7     |
| 15   | Rumania         | 1   | 2     | 0      | 3     |
| 16   | Italia          | 1   | 1     | 1      | 3     |
| 17   | Suecia          | 1   | 1     | 0      | 2     |
| 18   | Eslovaquia      | 0   | 1     | 2      | 3     |
| 19   | Austria         | 0   | 1     | 0      | 1     |
| 19   | Georgia         | 0   | 1     | 0      | 1     |
| 19   | Suiza           | 0   | 1     | 0      | 1     |
| 22   | Azerbaiyán      | 0   | 2     | 0      | 2     |
| 22   | Letonia         | 0   | 0     | 2      | 2     |
| 24   | Moldavia        | 0   | 0     | 1      | 1     |
|      | TOTAL           | 57  | 57    | 58     | 172   |